# David Emerson
Pour les articles homonymes, voir Emerson.
David Emerson (né le 17 septembre 1945 à Montréal, Québec) est un économiste et homme politique canadien.
Il est ministre du Commerce international, de la Porte d'entrée du Pacifique et des Jeux olympiques de Vancouver-Whistler, ainsi que ministre intérimaire des Affaires étrangères au sein du cabinet du premier ministre Stephen Harper.

## Biographie
Emerson est le député de la circonscription de Vancouver Kingsway de 2004 à 2008. Il est d'abord élu aux élections de 2004 en tant que membre du Parti libéral du Canada et occupe le poste de ministre de l'Industrie. Il est réélu lors de l'élection fédérale canadienne de 2006 et paraît dans les publicités électorales télévisées du Parti libéral, vantant le Parti libéral comme le meilleur choix pour les électeurs de la Colombie-Britannique. Quatorze jours plus tard, le 6 février 2006, il traverse la Chambre des Communes et rejoint le cabinet conservateur de Stephen Harper le jour de sa création. Il est le premier député canadien à traverser la chambre après avoir été officiellement élu, mais avant d'être officiellement assermenté. Il ne s'est pas présenté en 2008.
Mais sa carrière politique commence tout d'abord en Colombie-Britannique en 1975 alors qu'il y intègre la fonction publique. Quel qu'ait pu être son parcours, il accède en 1984 au poste de sous-ministre aux finances de la province. S'enclenche alors un va-et-vient entre les secteurs publics et privés qui le mènera en 1986 au poste de président-directeur général de la Banque de l’Ouest et du Pacifique du Canada. En 1990, il reprend sa fonction de sous-ministre aux finances de la Colombie-Britannique, puis en devient sous-ministre du premier ministre. Il sera par la suite, respectivement, président de la B.C. Trade Development Corporation, directeur de l'administration de l'aéroport international de Vancouver et président-directeur général de Canfor Corporation.
Économiste de formation, il a de plus été vice-président du Conseil canadien des chefs d'entreprise (CCCE), et ce, lors de son passage chez Canfor corp.